# Hexatoma reverentia
Hexatoma reverentia är en tvåvingeart som beskrevs av Alexander 1949. Hexatoma reverentia ingår i släktet Hexatoma och familjen småharkrankar. Inga underarter finns listade i Catalogue of Life.